# Claudio del Plá
Claudio Ariel del Plá (Buenos Aires, 8 de septiembre de 1959) es un docente y político argentino integrante del Partido Obrero.
Comenzó su vida política en Buenos Aires como estudiante secundario, a la edad de 14 años, integrándose a la juventud del Partido Obrero. Fue parte de la fundación del centro de estudiantes de su colegio. Al terminar sus estudios medios trabajó como técnico fabril hasta obtener el título de maestro de primario a los 23 años.
En 1983 se radicó en la Ciudad de Salta. En 1989, como estudiante terciario, fue elegido Secretario General de la Federación estudiantil que llevó al triunfo un proceso de lucha por la autonomía, el cogobierno y el ingreso irrestricto a ese nivel educativo. Ya en la década de 1990 fue varias veces elegido como congresal de Asociación Docente Provincial de Salta a la CTERA.
Como resultado de su actividad sindical fue excluido (por más de cuatro años) de la actividad docente en 1997, durante la gobernación de Juan Carlos Romero.
En el año 2001 ingresó por primera vez a un cargo legislativo en el Concejo Deliberante de la capital salteña; en 2003 resultó elegido diputado provincial, cargo que ejerció hasta 2007 año en que retoma su actividad docente. En las elecciones de 2009, 2013 y 2017 vuelve a ser electo como diputado provincial por su distrito.
En las PASO para las elecciones de 2015 su fórmula quedó en un histórico tercer lugar, el Partido Obrero se impuso con el 7,24% de los votos. en esta elección el Partido Obrero triplico sus votos y se confirmó como tercera fuerza provincial.